# そよかぜ (映画)
『そよかぜ』は、1945年10月11日に公開された佐々木康監督による日本映画。松竹大船撮影所製作。この映画の主題歌及び挿入歌である「リンゴの唄」は大ヒットとなった。

## 概要
並木路子扮するレビュー劇場の照明係で歌手志望の少女みちが、上原謙や佐野周二扮する楽団員たちに励まされ、やがて歌手としてデビューするという、「スター誕生」の物語。主演には撮影当時23歳の松竹少女歌劇団員である並木が抜擢され、主題歌「リンゴの唄」を歌った。ほかに霧島昇や二葉あき子も出演しており、音楽映画の一面もある。
当時の映画館の入場料は1円と高額であったが、多くの人々が映画館に詰めかけてヒット作となった。
この映画については、「主題歌は『そよかぜ』で、『リンゴの唄』は挿入歌」という説が広く信じられているが、実際にオープニングとエンディングで歌われるのは「リンゴの唄」である上、劇中でも歌われる回数が多いのは「リンゴの唄」である。一方で「そよかぜ」は劇中の後半になって曲が完成し、ようやく歌われる。永嶺重敏は「実質的な主題歌は『リンゴの唄』」と結論づけている。作中で使用される「リンゴの唄」の収録では、当時11歳だった東海林のり子が合唱児童の一人として参加している。
一般に、戦後のGHQ（連合国軍総司令部）の検閲を通った第1号映画とされることが多いが、実際には検閲を受けなかったという説もあり、永嶺重敏は製作開始や公開の時期から判断して検閲を受けなかった可能性が高いとしている。

## あらすじ
みちは18歳の少女。母と一緒に劇場の裏方として働き、照明係を勤めながら歌手を夢見ている。楽団員たちはそんなみちの才能を見抜き、歌を教えていた。楽団リーダーの舟田や年長の平松はみちに優しかったが、横山とみちはお互い意識しながら、口を開けば憎まれ口の応酬になってしまうのだった。ある日、スター歌手の恵美が引退することになり、舟田はその後任にみちを推薦する。しかし劇場の支配人はいきなりの抜擢には難色を示し、みちはまずコーラスガールとして実績を積むことになった。バックコーラスとはいえ憧れのステージ、みちはより一層のレッスンに励む。
コーラスガール仲間の話題は結婚や恋愛についてが主流。ピアニストの吉美の新婚生活や、舟田と歌手桜山幸子の恋愛の話を聞くにつけ寂しい思いをしていたみちは、横山の何気ないからかいに傷つき、リンゴ畑を持つ実家に帰ってしまう。楽団員たちが頭を抱えていたところに吉報が舞い込む。みちの実力を認めた支配人が、新番組のスターとして抜擢することを決めたのだ。楽団員たちは総出でみちを迎えに行く。横山とのわだかまりも解け、みちはついに夢に見た歌手としてステージに立つ。

## キャスト
- みち：並木路子
- 舟田（楽団リーダー）：上原謙
- 横山（楽団員）：佐野周二
- 平松（楽団員）：斎藤達雄
- 吉美（楽団員）：高倉彰
- 吉美の妻ひで子：三浦光子
- みちの母：若水絹子
- 桜山幸子（歌手）：波多美喜子
- 山田恵美（歌手）：二葉あき子
- 歌手：霧島昇

## 製作の背景
戦後、NHKの中に置かれたCIEは文化政策を担当していたが、歌舞伎や浪曲や芝居などは封建国粋主義だと圧殺する一方で、戦時中は禁止されていた軽音楽やジャズなど、アメリカやイギリスの音楽を半強制的に持ち込む一面もあった。
このような時世において映画業者もどのような映画を作ったら良いのか思案に暮れていたが、楽しい映画を作るしかないと考えた松竹は、1945年の8月上旬に企画していた「連日の空襲で意気阻喪している日本人に、せめて映画を観ている間ぐらいは連夜の恐怖を忘れさせるような明るい映画」を改めて企画に持ち込んだ。その脚本は、岩沢庸徳が戦時中に書いていた戦意高揚映画『百万人の合唱』の脚本を作り変えたものであった。
音楽はサトウハチローと万城目正に依頼したが、監督の佐々木が早撮りで有名なこともあって、映画の撮影に主題歌が間に合わなかった。そのため、並木はリンゴ畑で歌うシーンの撮影時は「丘を越えて」を歌い、アフレコ時に「リンゴの唄」を吹き込んだ。このような過程を経て制作された末にCIEの検閲をパスし、映画の公開に至った。

## スタッフ
- 企画：細谷辰雄
- 構成演出：佐々木康
- 脚本：岩沢庸徳
- 撮影：寺尾清、猪飼助太郎
- 録音：熊谷宏
- 音楽：仁木他喜雄、万城目正

## 作品の評価
時代を越えて有名な映画だが、上映された当初は酷評が寄せられた。『朝日新聞』は戦後初めての映画評を行うにあたって、1945年10月12日付でこの映画を取り上げたが、「ムシヅを走らせたいと思ふ人はこの映画の最初の十分間を経験しても十分である」と評した。また『キネマ旬報』でも再建2号で、音楽映画であるにもかかわらず「音楽的な感動がない」と評した。他の新聞や雑誌でも、概ね酷評されていた。高見順も『敗戦日記』で、「全くひどいもの」と評した。